# Oligonukleotid
Óligonukleotíd je krajša veriga DNK ali RNK oziroma oligomer iz nukleotidnih enot – običajno do 20 nukleotidov; pri daljših verigah govorimo o polinukleotidih.

## Uporaba
Specifični oligonukleotidi se uporabljajo na primer kot sonde pri identifikaciji odsekov DNK ali RNK, saj se vežejo na komplementarno verigo in tako omogočijo njeno določitev. Detekcija s pomočjo oligonukleotidnih sond se uporablja pri DNK-mikromrežah, nanosu po Southernu, analizi z alelno specifičnim oligonukleotidom ... Oligonukleotidna sonda je zaradi lažje detekcije označena, na primer z encimom ali kromogenom.
Specifični oligonukleotidi, imenovani oligonukleotidni začetniki, se uporabljajo pri verižni reakciji s polimerazo in omogočijo začetek sinteze komplementarne verige.

## Sinteza
Sinteza oligonukleotidov s sodobnimi metodami poteka avtomatizirano na trdnih nosilcih. Pri starejših metodah je sinteza potekala v raztopini. Sinteza poteka s podaljševanjem verige na 5'-koncu.